# Marcel Barendse
Marcel Barendse (Leiden, 15 juli 1979) is een Nederlands nieuwslezer en voormalig radio-dj.

## Biografie

### Jeugd en studie
Barendse werd geboren in het Academisch Ziekenhuis in Leiden en groeide op in Leiderdorp. Na het behalen van zijn vwo-diploma studeerde hij communicatiewetenschappen aan de Universiteit van Amsterdam.

### Loopbaan
In 1995 ging Barendse voor de radio werken. Hij werkte eerst voor Radio Leiderdorp en Leidse Holland Centraal, nu werkt hij als nieuwslezer bij het ANP. Tot 8 december 2007 presenteerde hij iedere zaterdagavond op 100% NL van 19:00 uur tot 22:00 uur het programma Helemaal 100 samen met Joost van der Stel. Na anderhalf jaar kreeg de zender een nieuwe programmering, waarin Helemaal 100 niet terugkwam. Ondertussen is Barendse nog steeds werkzaam als nieuwslezer voor het ANP en als zodanig te horen op zenders als Q-music, Radio 538, Arrow en City FM. In 2018 maakt hij de overstap naar Sky Radio, waar hij sindsdien de vaste nieuwslezer in de middag is.